# زاوية عليا
زاوية عليا (بالفارسية: زاویه علیا) هي قرية تقع في أذربيجان الغربية في إيران. يقدر عدد سكانها بـ 123 نسمة بحسب إحصاء 2016.